# 노틸러스호

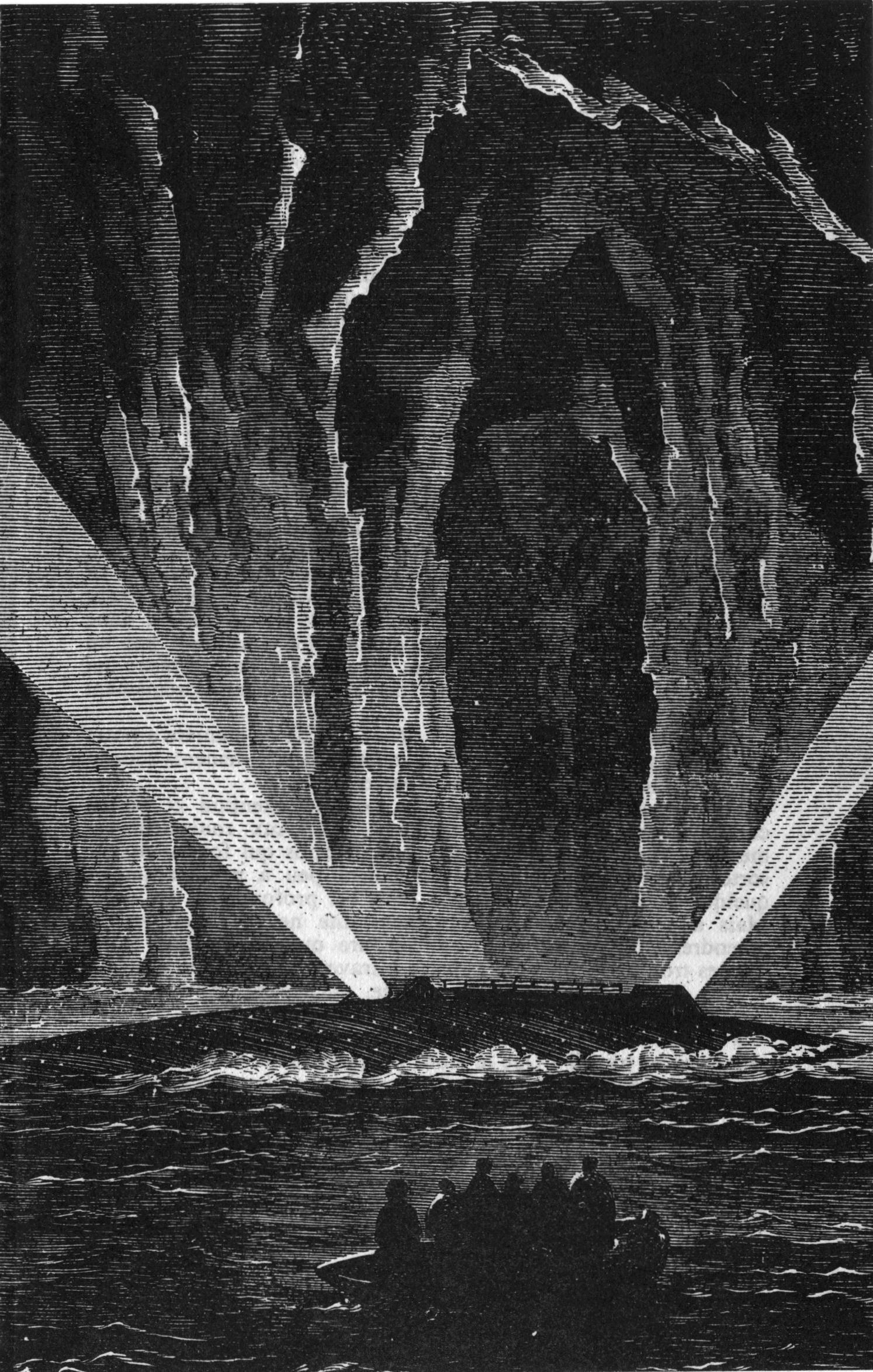
《신비의 섬》 삽화에 묘사된 노틸러스호

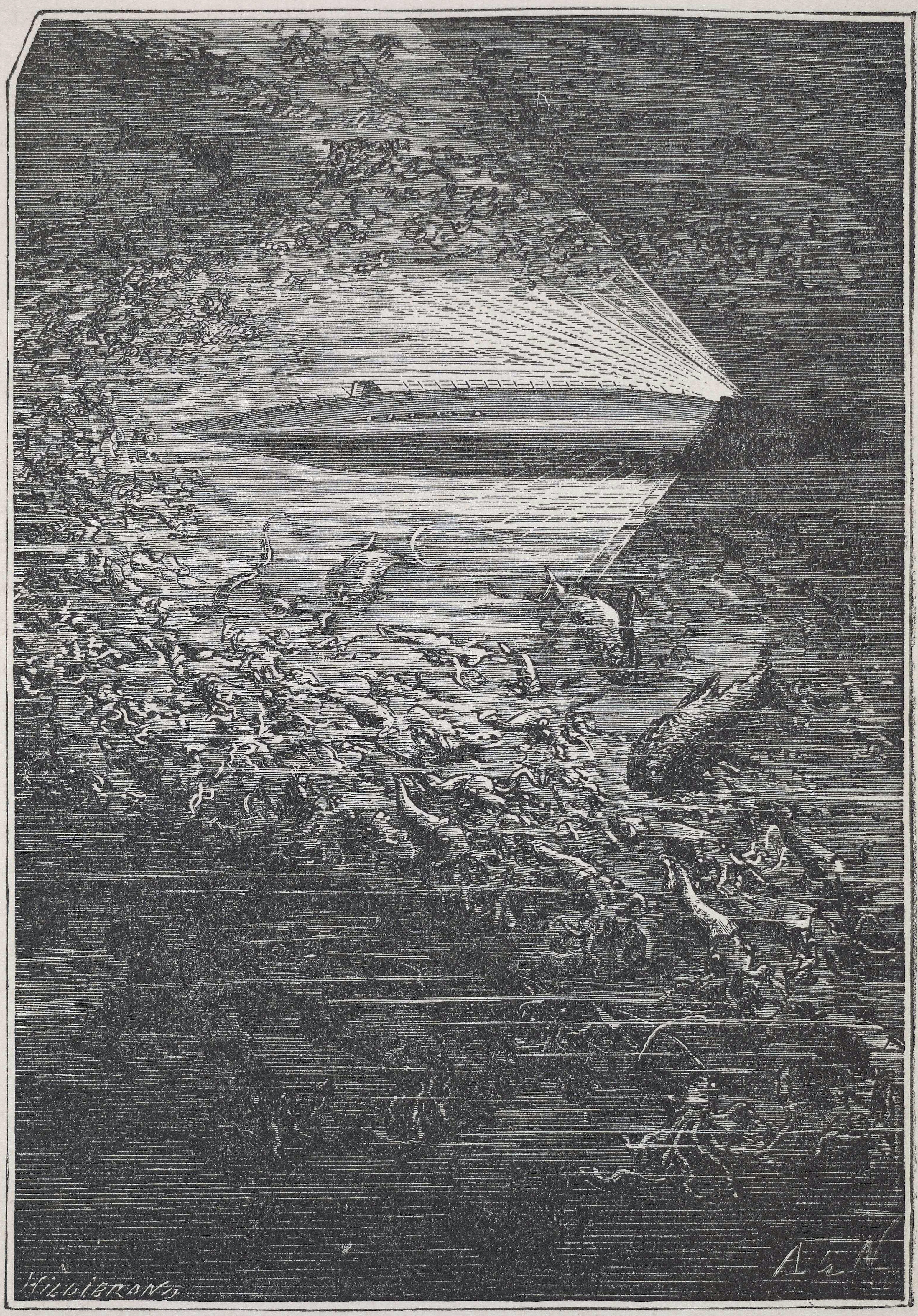
해저 2만리의 삽화

노틸러스호(프랑스어: Nautilus)는 프랑스의 SF작가 쥘 베른의 소설 《해저 2만리》와 《신비의 섬》에 나오는 가공의 잠수함이다. 노틸러스라는 배 이름은 1800년에 로버트 풀톤이 설계한 잠수함 노틸러스호의 영향을 받은 것으로 보인다. 노틸러스(Nautilus)는 본래 라틴어에서 온 말로, 앵무조개를 뜻한다.

## 개요
네모 선장은 노틸러스호를 설계하였으며 지휘도 하였다. 노틸러스호의 추진 기관은 나트륨 수은 전지로부터 전력을 공급받고 있으며, 그 전지의 원료는 승무원들이 바다 속에서 조달하고 있다.
방수 격실에 의해서 구분된 두 개의 선체로 구성되어 있다. 최고 속도는 50노트이며, 배수량은 일반항해시 1356.48톤, 잠수항해시 1507톤이다. 네모 선장의 말에 따르면 자세한 제원은 다음과 같다.
무슈 아론낙스(M. Aronnax), 당신이 탄 배의 각 치수가 여기 있습니다. 이 배는 양끝이 길쭉하게 늘어진 홀쭉한 원통 모양입니다. 그 모양은 여송연과 비슷하며, 이미 런던에서는 같은 종류의 구조물들에 적용되고 있습니다. 뱃머리에서 선미까지 길이는 정확히 70미터이며, 최대 지름은 8미터입니다. 이 배는 당신이 긴 여행을 해온 증기선처럼 10대 1의 비율을 따르고 있지는 않습니다만, 선체는 충분히 홀쭉하면서도 활처럼 굽어있기 있기 때문에, 물을 용이하게 밀어낼 수 있으며 항해에 방해가 되지 않습니다. 노틸러스호의 표면적과 부피는 이러한 두 치수로 간단히 계산해낼 수 있습니다. 노틸러스호의 표면적은 1011.45제곱미터이며, 체적은 1500.2세제곱미터입니다. 결국은 노틸러스호가 완전히 잠수한 상태에서는 1500.2세제곱미터의 물이 배수됩니다. 1500.2 톤이라고 바꾸어 말해도 좋을 것입니다.

노틸러스호가 배를 공격할 때에는, 뱃머리에 있는 충각을 이용하여 목표가 되는 배를 아래에서부터 꿰뚫었다. 이러한 공격이 세상에는 바다 괴물의 소행이라고 알려지게 되었다.
노틸러스호를 건조하기 위한 부품은 르 크루조(Le Creusot), 런던, 리버풀, 글래스고, 파리, 프러시아(크럽 사), 모타라(스웨덴), 뉴욕 등의 도시에서 주문되며, 네모의 부하들이 무인도에서 조립한다.
네모 선장은 나중에 선원의 대부분을 잃고나서, 외딴 섬의 동굴에 노틸러스호를 숨기고 은거를 시작했다. 표착한 미국인들에게 자신의 이야기를 전해준 뒤 사망하였다. 노틸러스호는 네모 선장의 유언대로 그의 관(棺)으로서 동굴 바닥에 수장되었다.

## 그림

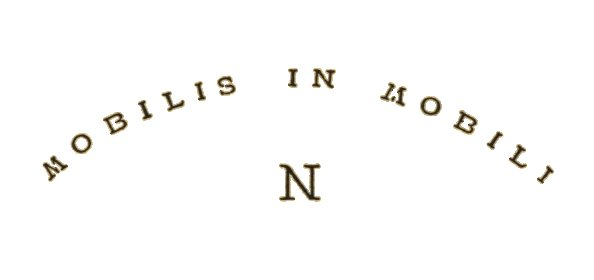
노틸러스호의 표어 : "mobilis in mobili→움직임 속의 움직임)."
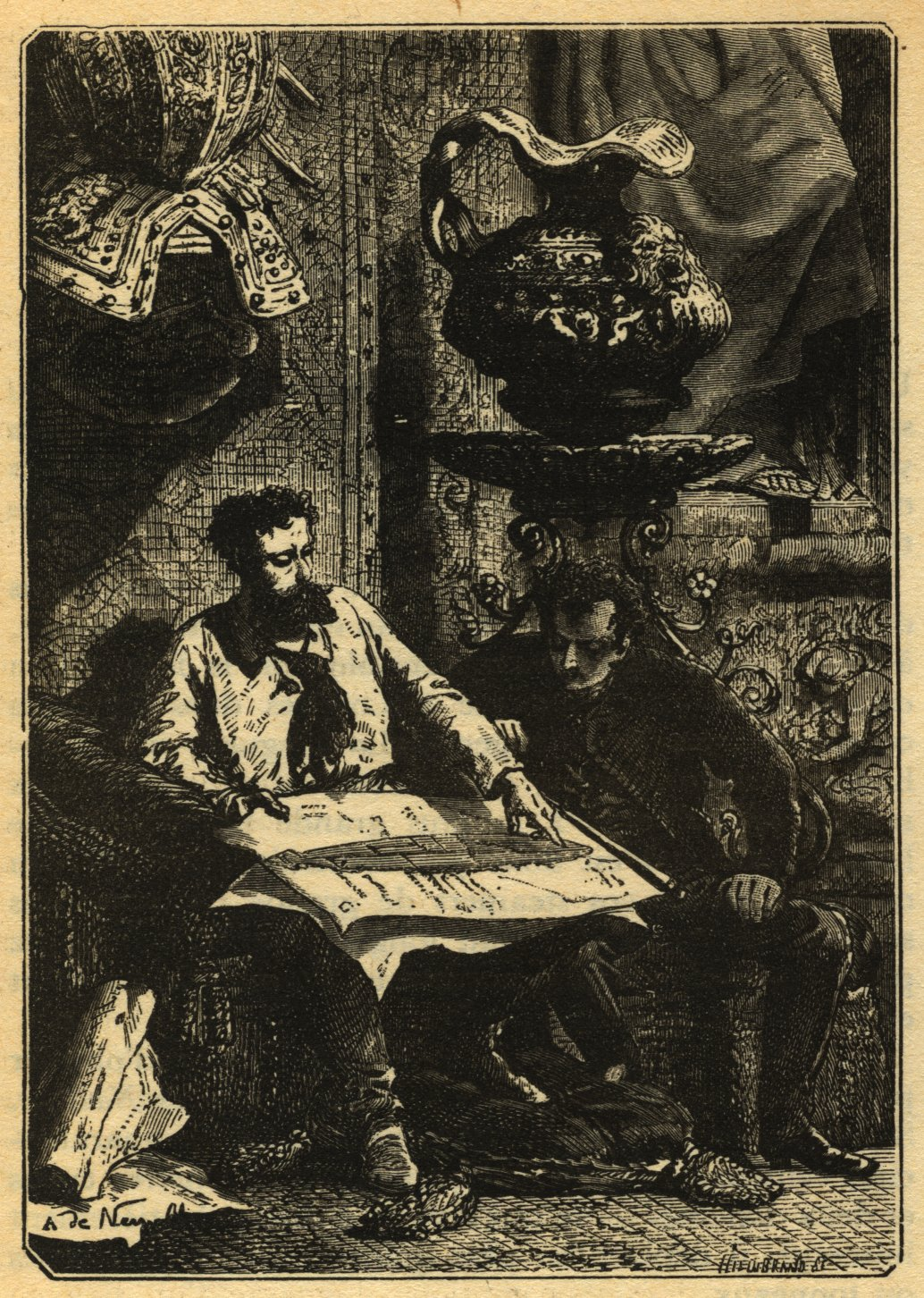
노틸러스호의 계획에 대해 논의 중인 네모 선장과 아노락스 교수
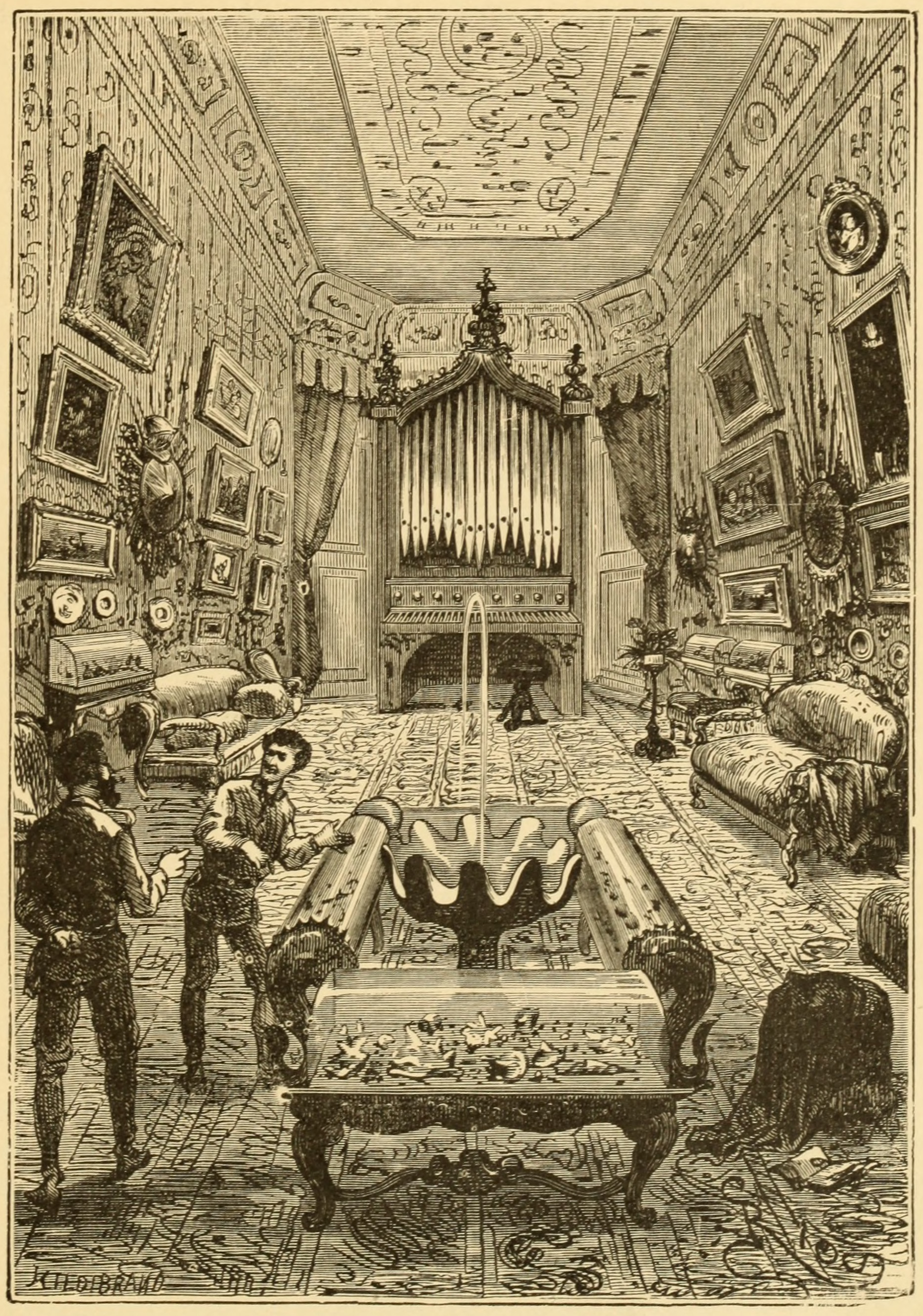
노틸러스호의 대객실
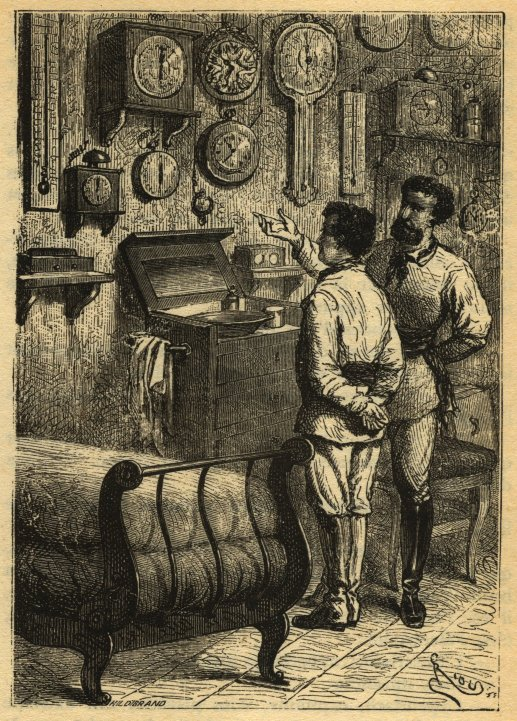
노틸러스호에 있는 네모 선장의 방
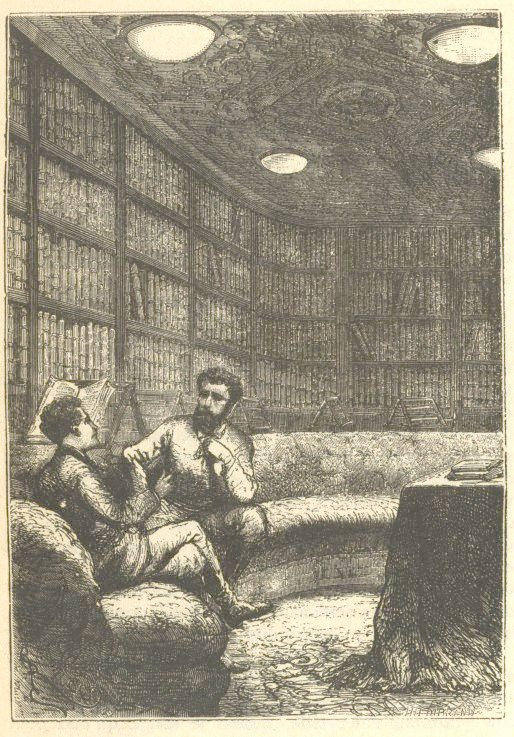
노틸러스호의 도서실
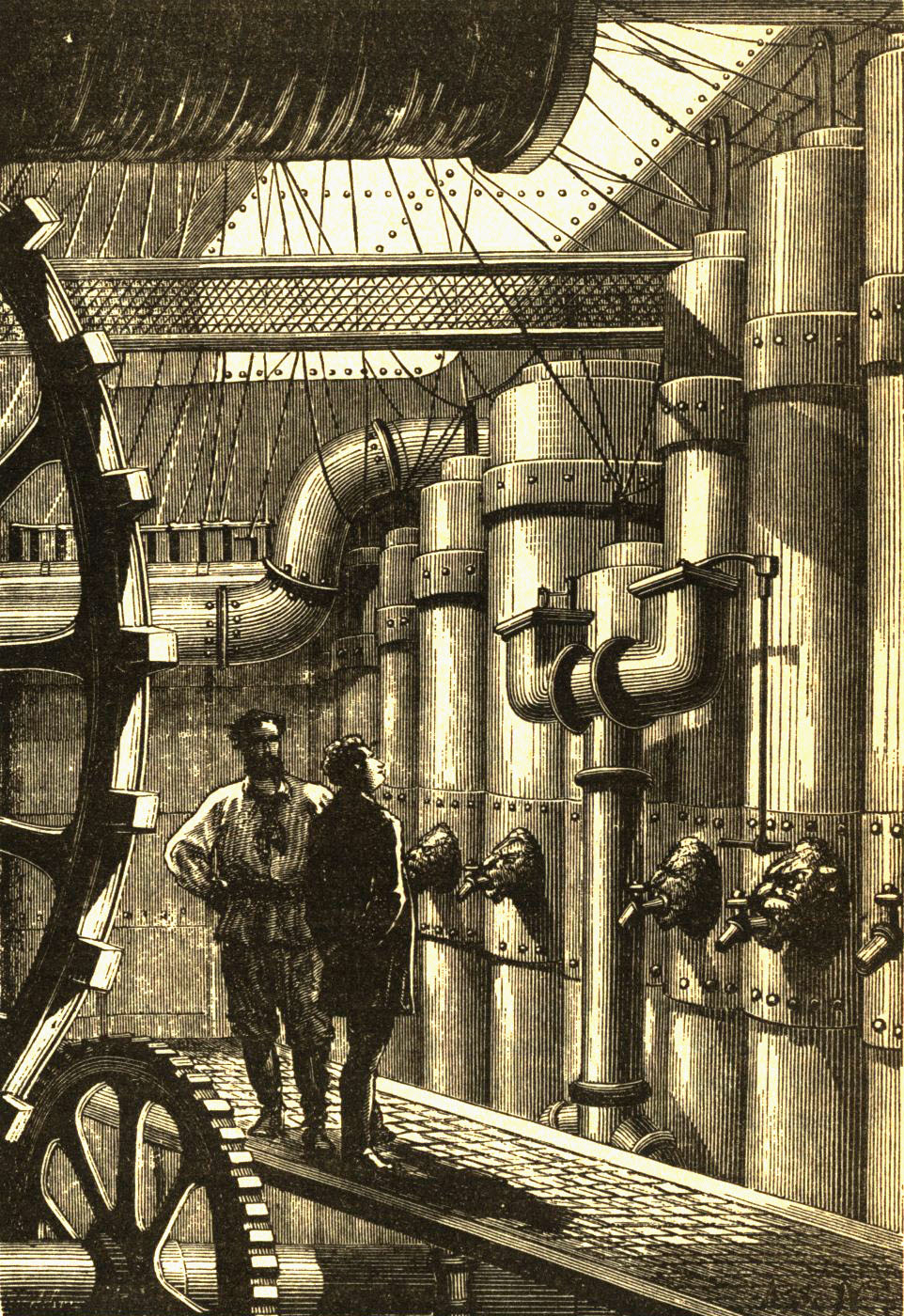
노틸러스호의 기관실
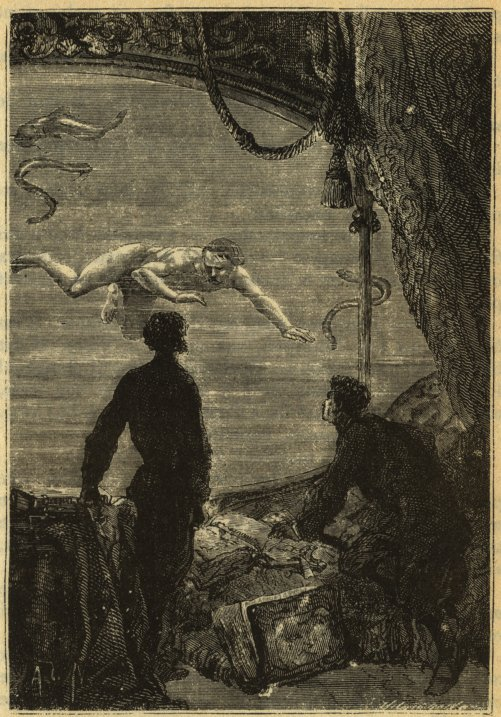
노틸러스호의 관측창[1].
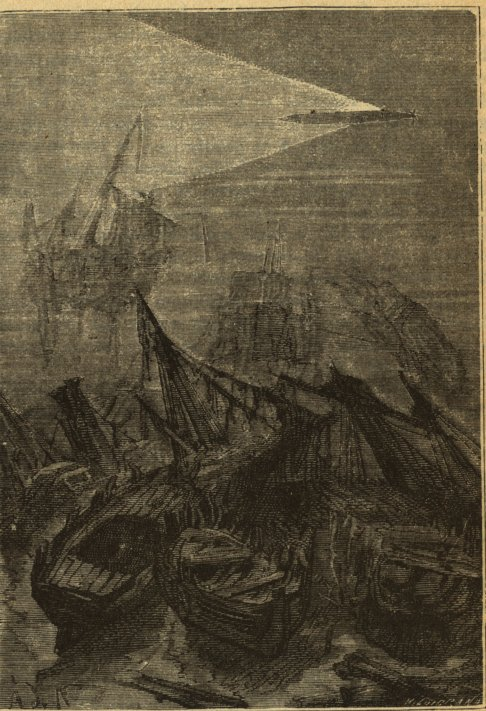
멀리 보이는 노틸러스호의 실루엣 (글에서는 외관이 자세히 묘사되었지만, 삽화에서는 항상 이렇게 개략적으로만 묘사되었다)

## 원작 소설 외의 작품

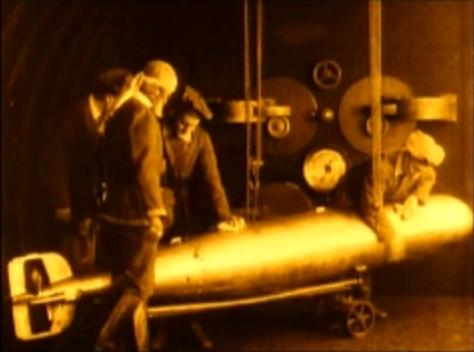
1916년 무성영화, 노틸러스호 앞쪽 구역에 있는 사람들

노틸러스호는 가장 널리 알려진 잠수함 이름이 되었으며, 원작인 〈해저2만리〉나 〈신비의 섬〉이외에도, 많은 작품에서 시대를 초월한 장비를 갖춘 첨단 잠수함으로서 등장한다.

### 영화
- 해저 2만리 (1954년) : 여기에 등장하는 노틸러스호는 원자력 에너지로 동력을 얻는다.
- 니모 선장과 해저 도시 (1969년 영국) : 노틸러스호보다 크고 빠른 노틸러스 2호도 등장한다.
- 아틀란티스의 수수께끼 (1978년 미국 원제 : The Return of Captain Nemo) : 방어막, 레이저 병기를 장비한 원자력 잠수함으로서 등장한다. 냉동 수면에서 깨어난 니모 선장이 지휘하게 된다.

### 애니메이션
- 신비한 바다의 나디아 (1990년 일본) : '해저 2만리'를 원안으로 하여 대폭적인 번안을 가한 이야기이다. 아틀란티스인의 우주선을 개조한 만능 잠수함으로서 등장한다. 아틀란티스인의 자손인 니모 선장과 부장의 일렉트라를 필두로 하는 다국적 선원에 의해 운용된다. 수중배수량 12,000톤, 전체 길이 152미터, 폭 47미터, 최대 순항속도는 108 노트이다. 상온대소멸기관이라는 동력공급원을 갖추고 있다. 일반적인 스크류 프로펠러 대신 수류(水流)제트 추진장치를 갖춘 것도 특징이다. VLS를 갖추는 등 20세기의 잠수함에 필적하는 공격 방식을 채택하고 있다. 적대 조직인 네오 아틀란티스의 일방적인 공격에 의해 격침당하는 고통을 겪지만, 이후에 만능 우주전함 뉴 노틸러스호로 다시 등장한다.

### 게임
- 파이널 판타지 3 (1990년 일본 패밀리 컴퓨터용) : 사로니어성 학자들이 유적에서 발굴한 비공정이다. 후에 잠수 기능이 갖춰진다. 워낙 속도가 빨라 원하는 장소에 정지시키는 것이 어렵다.
- 베른 월드 (일본 슈퍼 패미콘용 게임) : 수중에서도 사용 가능한 다수의 광학 병기와, 파동포라고 생각되는 거대 주포 2문을 탑재한 중장비 드급 잠수함으로 등장한다. 잠수함의 외관은 앵무조개라는 이름에 걸맞다기 보다는, 앵무조개 그 자체의 모습이다.
- 메이플스토리 (2003년 대한민국 PC 온라인 게임) : 빅토리아 아일랜드 해적마을에 있는 비행선으로, 고래 모양이며 뱃머리에 해골마크가 있다. 해적 전직을 시켜주는 주요 NPC인 카이린이 만들었다.

### 드라마
- 스타트렉: 깊은 우주 9 (1993년 미국 드라마) : 우주 함대가 보유한 U.S.S.노틸러스(U.S.S. Nautilus, NCC-31910)라는 우주선이 등장한다. 베른 원작의 〈노틸러스호〉의 이름을 딴 미국의 원자력 잠수함 〈노틸러스〉를 기념하여 이름이 붙여졌다. 미란다급 참조.
- 노틸러스 (디즈니+ 드라마)

### 만화
- 플래니터리 (1998년 영국) : 주인공 중 하나인 엘리야 스노우는 악당 더 포(The Four)에게 잡히기 전까지 노틸러스호에 승선하여 몸을 숨긴다.
- 젠틀맨 리그 (1999년 미국) : 대체로 원작 설정을 그대로 따르고 있다. 니모 선장이 조종하는 잠수함으로 등장한다. 그 이름과 같이에 앵무조개를 연상시키는 신축재질 촉수 8개가 탑재되어 있으며, 제2편에서는 화성인의 삼각기를 주포 일격으로 물리쳤다. 2003년에는 영화판이 제작되었다. 여기서는 전용 탐사정과 미사일이 표준 장비가 되며, 외관도 〈대해(大海)의 검〉이라고 묘사되는 예리한 디자인으로 바뀌었다.

### 소설
- 맨하탄을 사수하라 (2002년) : 19세기에 실재하던 잠수함이라는 설정으로 등장한다.
- 니모 선장: 어두운 천재의 환상적 역사(2002년 미국) : 잠수함이며, 원작 소설대로 여송연 모양이다. 오스만 제국을 위해 니모 선장이 만들었다.

## 모형
프랑스 파리의 디즈니랜드, 일본 도쿄의 디즈니 씨(Disney Sea)에 노틸러스호 모형이 있다. 도쿄 디즈니 씨의 미스터리 섬에 있는 모형은 내부에 들어갈 수 없는 반면, 파리의 것은 내부를 관람할 수 있다.

## 같이 보기
- 해저 2만리
- 네모 선장